# Miquel Seguró Mendlewicz
Miquel Seguró Mendlewicz   (Alger, 5 de juny de 1979) és filòsof, escriptor i professor d'universitat. Doctor amb menció europea en Filosofia, compagina la docència amb la investigació i l'edició científica. És director de la col·lecció de pensament de l'Editorial Herder i de la revista Argumenta Philosophica i habitual col·laborador en mitjans de comunicació. És net de la pianista i pedagoga Sofia Puche de Mendlewicz.

## Trajectòria
Després de cursar BUP i COU a Escoles Gravi, va començar a estudiar Economia a la Universitat Autònoma de Barcelona, llicenciatura que va abandonar al seu primer curs. Immediatament després va començar els estudis de Llicenciatura en Humanitats a la Universitat Pompeu Fabra, que va concloure el 2003. Es va doctorar en Filosofia a la Universitat Ramon Llull (2010), amb una tesi sobre "El setge transcendental de la metafísica", on estudia els límits de la metafísica neotomista a la llum de la filosofia kantiana. Aquesta investigació va ser convertida en llibre, publicat amb el títol "Los confines de la razón" (2013).
Ha realitzat estades a diverses universitats europees (Roma, París i Freiburg im Breisgau), tant predoctorals com postdoctorals
Ha estat coordinador de recerca de la Càtedra Ethos de la Universitat Ramon Llull, professor de Bioètica a les Escoles Gimbernat (adscrita UAB), professor col·laborador de matèries de filosofia a la Universitat Oberta de Catalunya i professor de màster a Blanquerna-Universitat Ramon Llull. Ha estat membre del Grup de Recerca PSITIC de la Universitat Ramon Llull. És membre del Grup de Recerca MEDUSA, de la Universitat Oberta de Catalunya.

## Obra
En la seva obra reivindica la metafísica no com a sistema de veritats atemporals, sinó com la interacció en el temps del pensament que aspira a la identitat però es reconeix habitant de la diferència. La vida també es pensa és el títol del seu llibre divulgatiu més conegut, on fa un recorregut personal per la història de les idees i de les tradicions filosòfiques que vincula la reflexió filosòfica amb la vida del dia a dia. Defuig l'autoajuda i la perspectiva de la filosofia com un antídot per a les complexitats de la vida quotidiana, però considera imprescindible que la filosofia connecti amb la realitat que li dona sentit, la quotidianitat, una experiència sempre oberta i sensible a l'alteritat. També s'interessa per les relacions entre religió i política, en concret la teologia política, que creu que encara explica moltes coses de les actuals dinàmiques.
La seva última obra és Vulnerabilidad (2021, traduïda properament a l'anglès el 2024). Seguró proposa en aquest llibre pensar la vulnerabilitat com a condició transversal de tota experiència humana, de manera que tant allò agradable com allò desagradable de l'experiència vital s'expliquen per la vulnerabilitat constitutiva de l'ésser humà. Segons Seguró, vulnerabilitat és afectabilitat, i això significa que l'estructura fonamental de l'experiència humana s'explica per la seva reflexivitat, la relativitat i la reciprocitat, que s'obren a l'alteritat i que sempre són conscients de la seva fragilitat compartida. Seguró explora com aquesta noció té a veure directament amb el coneixement, l'ètica, la política i també la pregunta metafísica.
Una de les particularitats del llibre és que Seguró es recolza a la figura de René Descartes com a punt de partida per explorar les cares de la vulnerabilitat. Com que l'obra i la figura de Descartes no se solen interpretar d'aquesta manera, aquest punt ha comportat un debat sobre la figura de Descartes dibuixada al llibre.Seguró afirma que no és una nova interpretació de Descartes, sinó només utilitzar aquesta perspectiva, o “interpretació personal” com a punt de suport per al desplegament del tema central del llibre.

### Mitjans de comunicació
Seguró ha participat en diversos programes de ràdio i televisió. Ha estat col·laborador setmanal del programa de ràdio Aquí amb Josep Cuní de la Cadena SER Catalunya durant tres temporades (2018-2021), comentant l'actualitat des d'una perspectiva filosòfica, i col·laborador quinzenal durant dos anys al programa de RTVE "Para todos la 2 ", a la secció "La vida se piensa" (2020-2022), on oferia breus incursions a temes clàssics de la filosofia. Ha estat i és col·laborador també a premsa escrita.

### Publicacions
- Vulnerabilidad (2021)
- En clau de procés (ed., amb Gemma Ubasart) (Herder, 2019).
- La vida también se piensa (Herder, 2018).
- ¿Dónde vas, Europa? (ed., amb Daniel Innerarity) (Herder, 2017).
- Sendas de finitud (Herder, 2015. Tercera reimpressió 2016).
- Hartos de corrupción (ed.) (Herder, 2014).
- Los confines de la razón (Herder, 2013).